# 小行星1996
小行星1996（1996 Adams）是一颗主带小行星，由印第安納大學在1961年10月16日发现于哥德林克天文台。
該小行星以英国数学家、天文学家约翰·柯西·亚当斯命名，他与法国数学家、天文学家于尔班·勒威耶同时预测了海王星的存在并计算出其轨道。